# Tarakelok
Tarakelok (en rus: Таракелок) és un poble (un possiólok) del krai de Khabàrovsk, a Rússia, que el 2012 tenia quatre habitants. Pertany al districte rural de Verkhnebureïnski.